# Невгодовский, Николай Григорьевич
Николай Григорьевич Невгодовский (1923—1986) — полковник Советской Армии, участник Великой Отечественной войны, Герой Советского Союза (1944).

## Биография
Николай Невгодовский родился 24 декабря 1923 года в посёлке Фрунзенский (ныне — в черте города Днепр). После окончания семи классов школы и школы фабрично-заводского ученичества работал слесарем на заводе. В августе 1943 года Невгодовский был призван на службу в Рабоче-крестьянскую Красную Армию. С октября того же года — на фронтах Великой Отечественной войны.
К апрелю 1944 года красноармеец Николай Невгодовский был стрелком 429-го стрелкового полка 52-й стрелковой дивизии 57-й армии 3-го Украинского фронта. Отличился во время форсирования Днестра. В ночь с 12 на 13 апреля 1944 года Невгодовский переправился через Днестр в районе села Бычок Григориопольского района Молдавской ССР и, подобравшись к вражескому станковому пулемёту, уничтожил его расчёт. Позднее, во время боёв за плацдарм, Невгодовский с двумя товарищами подорвал вражеский дзот.
Указом Президиума Верховного Совета СССР от 13 сентября 1944 года за «мужество, отвагу и героизм, проявленные в борьбе с немецкими захватчиками» красноармеец Николай Невгодовский был удостоен высокого звания Героя Советского Союза с вручением ордена Ленина и медали «Золотая Звезда» за номером 3472.
После окончания войны Невгодовский продолжил службу в Советской Армии. В 1949 году он окончил Смоленское военно-политическое училище, в 1957 году — Военно-политическую академию. В 1969 году в звании полковника Невгодовский был уволен в запас. Проживал в Хмельницком. Скончался 28 марта 1986 года, похоронен в Хмельницком.
Был также награждён орденами Отечественной войны 1-й степени, Красной Звезды, Славы 3-й степени, рядом медалей.